# Michael O'Connor (évêque)
 (décembre 2023).
Si vous disposez d'ouvrages ou d'articles de référence ou si vous connaissez des sites web de qualité traitant du thème abordé ici, merci de compléter l'article en donnant les références utiles à sa vérifiabilité et en les liant à la section « Notes et références ».
Pour les articles homonymes, voir Michael O'Connor (homonymie).
Michael O’Connor, né le 27 septembre 1810 à Riverstown (Cork) en Irlande et mort le 18 octobre 1872 à Woodstock (Maryland) aux États-Unis, est un prêtre irlandais, théologien et missionnaire aux États-Unis. Évêque de Pittsburg de 1843 à 1860 il renonce à sa charge pour entrer chez les Jésuites.

## Biographie

### Jeunesse et formation
Né à Riverstown, près de la ville de Cork, en Irlande. Le jeune Michael fait sa scolarité dans sa ville natale, où il fréquente une école rattachée à la cathédrale de Cloyne. À l’âge de 14 ans, il est envoyé en France par l’évêque de Cloyne, William Coppinger, pour y commencer des études en vue du sacerdoce,.
Brillant éléve Michael est envoyé poursuivre ses études ecclésiastiques à l’ Université urbanienne de Rome, dirigée par la Propaganda Fide⁣. ⁣Il y termine les cours de philosophie et théologie avec distinction. N’ayant pas atteint l’âge canonique pour l’ordination sacerdotale il enseigne durant un an l’Écriture Sainte. Il est ordonné prêtre, à Rome, le 1 juin 1833 et obtient un doctorat en théologie en 1834.  

### Missionnaire aux États-Unis
Pendant quelque temps vice-recteur et professeur d’Écriture Sainte au collège irlandais de Rome, il retourne finalement en Irlande. De là, il part en 1839 comme missionnaire aux États-Unis. Il y est nommé recteur du séminaire Saint-Charles du diocèse de Philadelphie, en Pennsylvanie.  

### Évêque de Pittsburgh
En 1841, Michael O’Connor est nommé vicaire général pour la Pennsylvanie occidentale et, peu après, premier évêque de Pittsburgh lorsque le diocèse est érigé, le 11 août 1843. Cette nomination lui est annoncée par le pape Grégoire XVI lui-même, alors que, en visite à Rome, le père O’Connor lui demande la permission d’entrer dans la Compagnie de Jésus. Il reçoit l’ordination épiscopale à Rome le 15 août 1843, des mains du cardinal Fransoni. Sur le chemin de retour, il visite son pays natal pour recruter des volontaires pour son diocèse. Un groupe de séminaristes du séminaire de Maynooth et sept Religieuses de la miséricorde l’accompagnent.  
Très dynamique, Mgr O’Connor organise un synode diocésain, lance le périodique diocésain ‘The Pittsburgh Catholic’, construit sa cathédrale, ouvre son séminaire, deux écoles et une chapelle pour les Noirs. Il invite les communautés religieuses masculines et féminines – y compris des moines bénédictins - à œuvrer dans son diocèse. Cependant, en tant que prohibitionniste, il a des difficultés avec les fondateurs de l’ abbaye Saint-Vincent, des bénédictins bavarois, car ils exploitent une brasserie... La controverse est même publique !
Théologien respecté Mgr O’Connor avait plaidé, avant la définition du dogme de l’Immaculée Conception (1854), pour des preuves bibliques et patristiques plus solides, et surtout recommandé que Pie IX exprime clairement que cette définition solennelle du dogme se faisait avec le consensus du collège épiscopal
Lorsque le Diocèse d'Érié est érigé (à sa demande), O’Connor se porte volontaire pour le diriger, il en est le premier évêque en juillet 1853. Cependant à la demande générale du clergé et des fidèles il est renommé à Pittsburgh en décembre de la même année. 

### Entrée chez les Jésuites
En 1860 Mgr O’Connor donne sa démission. Il a 50 ans et souhaite répondre à un appel qu’il ressent depuis longtemps : devenir jésuite. Admis dans la Compagnie de Jésus il commence son noviciat le 22 décembre 1860 à Gorheim en Allemagne.  
Après sa profession religieuse définitive (23 décembre 1862) il enseigne quelque temps la théologie à Boston et est l’assistant du Provincial de Maryland.  Son désir était de consacrer le reste de sa vie aux esclaves noirs de Cuba. Ce ne sera pas réalisé mais il fonde la première paroisse pour les catholiques noirs de Baltimore, l’église Saint-François-Xavier. Il est fort sollicité pour conférences théologiques, prédication et retraites spirituelles aux États-Unis et au Canada.  
En 1870 le père O’Connor aide son ami, Mgr Peter Kenrick, archevêque de Saint-Louis, à accepter le dogme le l’infaillibilité pontificale auquel il s’était opposé durant le concile Vatican I.  
Le père Michael O’Connor meurt le 18 octobre 1872 à Woodstock, au Maryland (États-Unis). Il a 62 ans.